# Демасдуїт
Демасдуїт (англ. Demasduit); у хрещенні — Мері Марч (англ. Mary March; близько 1796 — 8 січня 1820) — індіанка з племені беотуків. Разом зі своєю племінницею були останніми представниками народу беотуків, що жили серед європейців на о. Ньюфаундленд. Завдяки Демасдуїт збереглися відомості про граматику і словник беотукської мови.
Від племені беотуків пішов термін «червоношкірі», через звичай розфарбовуватися охрою. Беотуки проявляли крайню ворожість до європейських прибульців. Конфлікт призвів до різкого скорочення чисельності беотуків. Особливо згубним для беотуків виявилося те, що нові поселенці в основному селилися на узбережжі, і оскільки беотуки традиційно промишляли рибальством, європейці відрізали їх від джерел живлення.
Восени 1818 року невелика група беотуків викрала човен і риболовецькі снасті з англійського поселення в гирлі річки Експлойтс. Губернатор колонії Чарльз Гамільтон наказав повернути викрадене майно. 1 березня 1819 Джон Пейтон-молодший і шестеро озброєних чоловіків вирушили вгору по річці Експлойтс до озера Ред-Індіан-Лейк в пошуках беотуків і викрадених речей. Помітивши їх, 10 беотуків покинули свій табір і почали тікати. Демасдуїт загрузла в глибокому снігу і, повернувшись до переслідувачів, показала свої набряклі груди. Таким чином вона просила про помилування, показуючи, що є годуючою матір'ю. Її чоловік, ватажок беотуків Ноносабасут, був убитий під час переслідування, а дитина померла через кілька днів після того, як її захопили в полон.
Суд присяжних в Сент-Джонсі виправдав Пейтона і його людей за вбивство, оскільки «… з боку Пейтона не було нічого несправедливого в тому, що він застосував насильство при поверненні власності, так що кровопролиття було випадковим».
Демасдуїт перевезли в Твіллінгейт, де вона деякий час жила в церкві англіканського священника Джона Лі. Він охрестив її, назвавши Мері Марч — на честь Діви Марії і місяця, в якому вона була захоплена європейцями (березень).
Демасдуїт перевезли в Сент-Джонс, де вона провела весну 1819 року в будинку Лі і Джона Пейтона-молодшого. У цей час дружина губернатора, Генрієта Гамільтон, написала портрети Демасдуїт і її племінниці.
Влітку 1819 року було зробленокілька спроб повернути її в колишні місця проживання, до беотуків (яких на той час налічувалося 31 осіб). Капітан Девід Б'юкен повинен був вирушити сушею до озера Ред-Індіан-Лейк і взяти з собою Демасдуїт. Жителі Сент-Джонса і Нотр-Дам-Бей зібрали гроші на повернення її додому. Але Демасдуїт померла від туберкульозу на борту судна Б'юкена 8 січня 1820 року. Її тіло було залишене в труні на березі озера, де його виявили беотуки і перенесли в її рідне село. Її поховали поруч з чоловіком і дитиною.
Племінниця Демасдуїт на ім'я Шанавдітіт була останньою представницею беотуків, що жила серед європейців. Шанавдітіт померла, не залишивши потомства.
У Демасдуїт була визначена мітохондріальна гаплогруппа C.